# Pierrick Lyneel
Pierrick Lyneel est un joueur français de volley-ball né le 24 octobre 1985. Il mesure 1,83 m et joue passeur.

## Clubs
| Club           | Pays   | De        | À         |
| -------------- | ------ | --------- | --------- |
| Montpellier UC | France | 2004-2005 | 2008-2009 |
| Arago de Sète  | France | 2009-2010 | 2009-2010 |
| Montpellier UC | France | 2010-2011 | …         |

## Palmarès
- Coupe de France (1)
  - Finaliste : 2008